# Tony Sylva
Tony Mario Sylva (Guédiawaye, 17 mei 1975) is een voormalig Senegalees voetbaldoelman die sinds 2008 uitkwam voor het Turkse Trabzonspor. Hij heeft 83 keer het doel verdedigd van het nationale team van Senegal.
In 2002 en 2005 is hij gekozen tot beste keeper van Afrika. Tijdens zijn tijden bij Monaco is hij twee keer verhuurd aan Épinal en Ajaccio waarna hij weer terugkeerde naar Monaco. In 2004 heeft hij een overgang gemaakt naar Lille waar hij in totaal 134 keer in de doel stond. In het seizoen 2008/2009 zal hij uitkomen voor de Turkse Trabzonspor.